# Сезон ФК «Динамо» (Київ) 2016—2017
Сезон «Динамо» (Київ) 2016—2017 — 26-й сезон київського «Динамо» у чемпіонатах України. Єврокубковий сезон «Динамо» розпочав із групової стадії Ліги чемпіонів УЄФА 2016—2017, де намагався пройти якомога далі у змаганнях турніру.

## Чемпіонат Прем'єр-ліги

#### Турнірна таблиця
| М  | Команда          | І  | В  | Н  | П  | РМ    | О     |
| -- | ---------------- | -- | -- | -- | -- | ----- | ----- |
| 1  | «Шахтар»         | 22 | 19 | 3  | 0  | 47−14 | 60    |
| 2  | «Динамо»         | 22 | 14 | 4  | 4  | 43−23 | 46    |
| 3  | «Зоря»           | 22 | 12 | 4  | 6  | 34−21 | 40    |
| 4  | «Олімпік»        | 22 | 9  | 7  | 6  | 28−30 | 34    |
| 5  | ФК «Олександрія» | 22 | 9  | 6  | 7  | 37−28 | 33    |
| 6  | «Чорноморець»    | 22 | 7  | 6  | 9  | 17−23 | 27    |
| 7  | «Ворскла»        | 22 | 6  | 6  | 10 | 24−28 | 24    |
| 8  | «Сталь»          | 22 | 6  | 6  | 10 | 20−25 | 24    |
| 9  | «Зірка»          | 22 | 6  | 5  | 11 | 20−33 | 23    |
| 10 | «Карпати»        | 22 | 4  | 7  | 11 | 21−30 | 13[а] |
| 11 | ФК «Дніпро»      | 22 | 4  | 10 | 8  | 21−30 | 10[б] |
| 12 | «Волинь»         | 22 | 2  | 4  | 16 | 13−40 | 10    |

а «Карпати» позбавлені 6 очок згідно з рішенням ДК ФІФА від 4 березня 2016 року.
б ФК «Дніпро» позбавлено 12 очок згідно з рішеннями ДК ФІФА від 19 червня 2015 року та 22 вересня 2016 року.
Позначення:
| М | Команда          | І  | В  | Н  | П  | РМ    | О  |
| - | ---------------- | -- | -- | -- | -- | ----- | -- |
|   | «Шахтар»         | 32 | 25 | 5  | 2  | 66−24 | 80 |
|   | «Динамо»         | 32 | 21 | 4  | 7  | 69−33 | 67 |
|   | «Зоря»           | 32 | 16 | 6  | 10 | 45−31 | 54 |
| 4 | «Олімпік»        | 32 | 11 | 11 | 10 | 33−44 | 44 |
| 5 | ФК «Олександрія» | 32 | 10 | 10 | 12 | 41−43 | 40 |
| 6 | «Чорноморець»    | 32 | 10 | 8  | 14 | 25−37 | 38 |

| М  | Команда     | І  | В  | Н  | П  | РМ    | О     |
| -- | ----------- | -- | -- | -- | -- | ----- | ----- |
| 7  | «Ворскла»   | 32 | 11 | 9  | 12 | 32−32 | 42    |
| 8  | «Сталь»     | 32 | 11 | 8  | 13 | 27−31 | 41    |
| 9  | «Зірка»     | 32 | 9  | 7  | 16 | 29−43 | 34    |
| 10 | «Карпати»   | 32 | 9  | 9  | 14 | 35−41 | 30    |
| 11 | ФК «Дніпро» | 32 | 8  | 13 | 11 | 31−40 | 13[а] |
| 12 | «Волинь»    | 32 | 4  | 4  | 24 | 17−51 | 10[б] |

а ФК «Дніпро» позбавлено 12 очок згідно з рішеннями КДК ФФУ від 10 листопада 2016 року та 19 травня 2017 року.
б «Волинь» позбавлена 6 очок згідно з рішенням ДК ФІФА від 15 березня 2017 року.
Позначення:

#### Місце у чемпіонаті за туром
| 2 |

| 2 |

| 2 |

| 2 |

| 2 |

| 2 |

| 2 |

| 3 |

| 3 |

| 2 |

| 2 |

| 3 |

| 3 |

| 2 |

| 2 |

| 2 |

| 2 |

| 2 |

| 2 |

| 2 |

| 2 |

| 2 |

| 2 |

| 2 |

| 2 |

| 2 |

| 2 |

| 2 |

| 2 |

| 2 |

| 2 |

| 2 |

| Прем'єр-ліга | Місце команди в таблиці |

| Прем'єр-ліга | Місце команди в таблиці |

## Кубок України
23 вересня 2016 в Будинку футболу відбулось жеребкування 1/8 фіналу розіграшу Кубка України сезону 2016/17. У ньому брали участь представники 10 команд-переможниць попередньої стадії (1/16) та 6 клубів Прем'єр-Ліги, які згідно з рейтингом станом на початок сезону посідали місця з 1-го по 6-е.

### 1/8 фіналу
У 1/8 фіналу «Динамо» зустрілося із луганською «Зорею». Основний час матчу завершився унічию — 2:2. На початку матчу Дерліс Гонсалес скористався помилкою Сівакова в обороні і пройшовши на ударну позицію зіграв у стінку з Віктором Циганковим та відкрив рахунок у матчі. На 20 хвилині матчу Олександр Тимчик зіштовхнувся у карному майданчику з Бонавентуре, арбітр вказав на позначку і Рафаел Форстер упевнено зрівняв рахунок з пенальті розвівши м'яч та Рудька по різним кутам воріт. За 25 хвилин до кінця основного часу Жуніор Мораес віддав точну передачу на Віктора Циганкова, а той увірвавшись до штрафного майданчика поцілив у ближній кут — 2:1. А на останніх хвилинах другого тайму Михайло Сіваков знову зробив рахунок нічийним, замкнувши головою подачу Желько Любеновича. В екстра-таймі кияни розгромили гостей завдавши нищівної поразки 5:2. Спершу Дерліс Гонсалес оформив дубль, на 97-й хвилині точний пас Буяльського вивів парагвайця на «побачення» з Олексієм Шевченком і Дерліс не зміг не скористатися нагодою. А опісля той же ж Буяльський вже вивів Мораеса віч-на-віч з голкіпером «Зорі», але останній сфолив при відборі м'яча й бразилець холоднокровно реалізував 11-метровий. На 119-й хвилині вже Сіваков у карному майданчику сфолив на Мораесі та бразильський форвард вдруге забив з «точки».

### 1/4 фіналу
Матч 1/4 фіналу проти охтирського «Нафтовика-Укрнафти» переносили через незадовільний стан поля і врешті-решт матч був зіграний 5 квітня 2017 р. поєдинок виявився на диво нерезультативним і єдиний гол у матчі забив Денис Гармаш на 44-й хвилині, головою замкнувши подачу Миколи Морозюка. Як підсумок — гостьова перемога «Динамо» 1:0.

### 1/2 фіналу
Півфінальний матч київське «Динамо» грало проти першолігового «Миколаєва». Поєдинок виявився цікавим — моментів вистачало, як у однієї команди, так і у іншої. Рахунок був відкритий лише на першій компенсованій хвилині до першого тайму і не в останню чергу завдяки діям кіпера «Миколаєва» Романа Чумака. Антунеш із флангу подав до штрафного майданчику де м'яч знайшла голова Романа Яремчука, та тому не вистачило простору аби розвернутися і вин скинув на набігаючого Ярмоленка, а вже капітан «Динамо» направив «круглого» у сітку воріт господарів. Наступного голу прийшлося чекати аж до 62-ї хвилини. Після невдалої подачі від кутового прапорця Миколи Морозюка м'яч відскочив до Тамаша Кадара, а угорський захисник ударом ножицями через себе поцілив у дальній кут — 2:0. За 10 хвилин до завершення основного часу Віталій Павлов сфолив на Ярмоленку у карному майданчику і Катерина Монзуль назначила 11-метровий удар, який упевнено виконав пострадалий. А на останніх компенсованих хвилинах матчу Морозюк віддав точну передачу на капітана киян і той в дотик відправив м'яч у сітку воріт і оформив хет-трик. Таким чином «Динамо» розгромило МФК «Миколаїв» у його рідних стінах — 4:0.

## Єврокубки (Ліга чемпіонів УЄФА)
У Лізі чемпіонів 2016–2017 беруть участь 78 команд з 53 асоціацій, що входять до УЄФА. Згідно рейтингу у таблиці коефіцієнтів УЄФА Асоціація «Україна», яка зайняла 8-ме місце, представлена двома командами — чемпіоном та срібним призером. При квотах враховуються здобутки в єврокубках з 2010—2011 до 2014—2015 років.

#### Кваліфікація. Раунд стикових матчів (плей-оф)
Враховуючи, що команда ФК «Динамо» (Київ) у минулому сезоні стала чемпіоном Прем'єр-ліги, то команда розпочинає змагання з групового етапу, як один з 12-ти чемпіонів футбольних асоціацій #1 — #12 у рейтингу.

#### Груповий етап (Група B)
Жеребкування групового етапу відбулось в Монако 25 серпня 2016 року. Команда ФК «Динамо» (Київ) з рейтингом 65,976 попала у третій кошик.
Переможець групи та команда, що посіла друге місце у групі проходять у наступний раунд (Плей-Оф). Команда, яка займе 3-тє місце попадає в 1/16 Ліги Європи УЄФА.
У підсумку команда зайняла 4-те, останнє місце у групі та покинула єврокубки.
| Команда  | І | В | Н | П | ЗМ | ПМ | РМ | О  |
| -------- | - | - | - | - | -- | -- | -- | -- |
| Наполі   | 6 | 3 | 2 | 1 | 11 | 8  | +3 | 11 |
| Бенфіка  | 6 | 2 | 2 | 2 | 10 | 10 | 0  | 8  |
| Бешікташ | 6 | 1 | 4 | 1 | 9  | 14 | −5 | 7  |
| Динамо   | 6 | 1 | 2 | 3 | 8  | 6  | +2 | 5  |

|          | БЕН | НАП | ДИН | БЕШ |
| -------- | --- | --- | --- | --- |
| Бенфіка  | —   | 1:2 | 1:0 | 1:1 |
| Наполі   | 4:2 | —   | 0:0 | 2:3 |
| Динамо   | 0:2 | 1:2 | —   | 6:0 |
| Бешікташ | 3:3 | 1:1 | 1:1 | —   |

## Склад команди
Відповідно до офіційного сайту станом на 29 березня 2017 року.
| №  | Поз. | Нац.       | Гравець           |
| -- | ---- | ---------- | ----------------- |
| 1  | ВР   | Україна    | Георгій Бущан     |
| 4  | ЗХ   | Сербія     | Александар Пантич |
| 5  | ЗХ   | Португалія | Віторіну Антунеш  |
| 8  | ПЗ   | Україна    | Володимир Шепелєв |
| 9  | ПЗ   | Україна    | Микола Морозюк    |
| 10 | НП   | Україна    | Андрій Ярмоленко  |
| 14 | ЗХ   | Україна    | Зураб Очігава     |
| 15 | ПЗ   | Україна    | Віктор Циганков   |
| 16 | ПЗ   | Україна    | Сергій Сидорчук   |
| 17 | ПЗ   | Україна    | Сергій Рибалка    |
| 18 | ПЗ   | Білорусь   | Микита Корзун     |
| 19 | ПЗ   | Україна    | Денис Гармаш      |

| №  | Поз. | Нац.     | Гравець            |
| -- | ---- | -------- | ------------------ |
| 20 | НП   | Україна  | Роман Яремчук      |
| 24 | ЗХ   | Хорватія | Домагой Віда       |
| 25 | ПЗ   | Парагвай | Дерліс Гонсалес    |
| 26 | ЗХ   | Україна  | Микита Бурда       |
| 29 | ПЗ   | Україна  | Віталій Буяльський |
| 32 | ПЗ   | Україна  | Валерій Федорчук   |
| 34 | ЗХ   | Україна  | Євген Хачеріді     |
| 35 | ВР   | Україна  | Максим Коваль      |
| 41 | НП   | Україна  | Артем Бєсєдін      |
| 44 | ЗХ   | Угорщина | Тамаш Кадар        |
| 48 | ПЗ   | Україна  | Павло Оріховський  |
| 72 | ВР   | Україна  | Артур Рудько       |

## Статистика гравців

### Появи на полі та голи
| №  | Поз. | Нац.       | Гравець               | Прем'єр-ліга | Прем'єр-ліга | Кубок України | Кубок України | Ліга Чемпіонів | Ліга Чемпіонів | Суперкубок України | Суперкубок України | Всього  | Всього |
| №  | Поз. | Нац.       | Гравець               | Ігор         | Голів        | Ігор          | Голів         | Ігор           | Голів          | Ігор               | Голів              | Ігор    | Голів  |
| -- | ---- | ---------- | --------------------- | ------------ | ------------ | ------------- | ------------- | -------------- | -------------- | ------------------ | ------------------ | ------- | ------ |
| 1  | ВР   | Україна    | Олександр Шовковський | 8            | -7           | 0             | 0             | 1              | -2             | 1                  | -1                 | 10      | -10    |
| 2  | ЗХ   | Бразилія   | Даніло Сілва          | 5            | 0            | 0             | 0             | 1              | 0              | 0                  | 0                  | 6       | 0      |
| 4  | ЗХ   | Сербія     | Александар Пантич     | 12           | 0            | 2             | 0             | 0              | 0              | 0                  | 0                  | 14      | 0      |
| 5  | ЗХ   | Португалія | Віторіну Антунеш      | 19           | 1            | 4             | 0             | 4              | 0              | 1                  | 0                  | 28      | 1      |
| 6  | ЗХ   | Австрія    | Александар Драгович   | 4            | 0            | 0             | 0             | 0              | 0              | 1                  | 0                  | 5       | 0      |
| 7  | НП   | Україна    | Олександр Гладкий     | 8 (4)        | 0            | 0             | 0             | 3 (3)          | 0              | 0                  | 0                  | 11 (7)  | 0      |
| 8  | ПЗ   | Україна    | Володимир Шепелєв     | 11 (2)       | 0            | 1             | 0             | 0              | 0              | 0                  | 0                  | 12 (2)  | 0      |
| 9  | ПЗ   | Україна    | Микола Морозюк        | 27 (1)       | 4            | 3             | 0             | 3              | 0              | 1                  | 0                  | 34 (1)  | 4      |
| 10 | НП   | Україна    | Андрій Ярмоленко      | 27 (4)       | 14 (5)       | 3             | 3 (1)         | 5              | 1 (1)          | 0                  | 0                  | 35 (4)  | 18 (7) |
| 11 | НП   | Бразилія   | Жуніор Мораес         | 18 (5)       | 10 (2)       | 1             | 2 (2)         | 6 (2)          | 1              | 1                  | 0                  | 25 (7)  | 13 (4) |
| 14 | ЗХ   | Україна    | Зураб Очігава         | 7 (4)        | 0            | 3 (1)         | 0             | 0              | 0              | 0                  | 0                  | 10 (5)  | 0      |
| 15 | ПЗ   | Україна    | Віктор Циганков       | 19 (9)       | 3            | 3 (1)         | 1             | 6 (3)          | 1              | 0                  | 0                  | 28 (13) | 5      |
| 16 | ПЗ   | Україна    | Сергій Сидорчук       | 26 (2)       | 4            | 4 (1)         | 0             | 5              | 1              | 1                  | 0                  | 36 (3)  | 5      |
| 17 | ПЗ   | Україна    | Сергій Рибалка        | 25 (8)       | 1            | 3 (1)         | 0             | 5              | 0              | 0                  | 0                  | 33 (9)  | 1      |
| 18 | ПЗ   | Білорусь   | Микита Корзун         | 11 (6)       | 0            | 0             | 0             | 4 (3)          | 0              | 1                  | 0                  | 7 (1)   | 0      |
| 19 | ПЗ   | Україна    | Денис Гармаш          | 25 (8)       | 9            | 3             | 1             | 3              | 1              | 1 (1)              | 0                  | 32 (9)  | 11     |
| 20 | ПЗ   | Україна    | Олег Гусєв            | 6 (4)        | 1 (1)        | 0             | 0             | 1 (1)          | 0              | 0                  | 0                  | 7 (5)   | 1 (1)  |
| 20 | НП   | Україна    | Роман Яремчук         | 8 (4)        | 0            | 1             | 0             | 0              | 0              | 0                  | 0                  | 9 (4)   | 0      |
| 21 | ЗХ   | Україна    | Микита Кравченко      | 1            | 0            | 1 (1)         | 0             | 0              | 0              | 0                  | 0                  | 2 (1)   | 0      |
| 24 | ЗХ   | Хорватія   | Домагой Віда          | 28           | 3            | 4 (1)         | 0             | 6              | 0              | 1                  | 1                  | 39 (1)  | 4      |
| 25 | НП   | Парагвай   | Дерліс Гонсалес       | 17 (4)       | 2            | 2 (1)         | 2             | 5 (1)          | 1              | 1                  | 0                  | 25 (6)  | 5      |
| 26 | ЗХ   | Україна    | Микита Бурда          | 4            | 1            | 0             | 0             | 1              | 0              | 0                  | 0                  | 5       | 1      |
| 27 | ЗХ   | Україна    | Євгеній Макаренко     | 10           | 0            | 0             | 0             | 2              | 0              | 0                  | 0                  | 12      | 1      |
| 29 | ПЗ   | Україна    | Віталій Буяльський    | 20 (4)       | 1            | 2 (1)         | 0             | 4 (1)          | 1              | 1                  | 0                  | 27 (6)  | 2      |
| 32 | ПЗ   | Україна    | Валерій Федорчук      | 8 (6)        | 1            | 1 (1)         | 0             | 1              | 0              | 1 (1)              | 0                  | 11 (8)  | 1      |
| 34 | ЗХ   | Україна    | Євген Хачеріді        | 12           | 1            | 1             | 0             | 6              | 0              | 1 (1)              | 0                  | 20 (1)  | 1      |
| 35 | ВР   | Україна    | Максим Коваль         | 8            | -8           | 1             | 0             | 0              | 0              | 0                  | 0                  | 9       | -8     |
| 40 | ЗХ   | Україна    | Олександр Тимчик      | 1            | 0            | 1             | 0             | 0              | 0              | 0                  | 0                  | 2       | 0      |
| 41 | НП   | Україна    | Артем Бєсєдін         | 22 (10)      | 9            | 2             | 0             | 3 (1)          | 1              | 0                  | 0                  | 26 (11) | 10     |
| 44 | ЗХ   | Угорщина   | Тамаш Кадар           | 9            | 0            | 2             | 1             | 0              | 0              | 0                  | 0                  | 11      | 1      |
| 48 | ПЗ   | Україна    | Павло Оріховський     | 3 (1)        | 1            | 1             | 0             | 2 (2)          | 0              | 0                  | 0                  | 6 (3)   | 1      |
| 72 | ВР   | Україна    | Артур Рудько          | 16           | -18          | 2             | -2            | 5              | -4             | 0                  | 0                  | 23      | -24    |
| 77 | ПЗ   | Україна    | Артем Громов          | 9 (4)        | 0            | 1 (1)         | 1 (1)         | 0              | 0              | 1                  | 0                  | 12 (6)  | 0      |

Останнє оновлення: 2 серпня 2012
Пояснення до таблиці:
- в графі «Ігри» у дужках вказана кількість виходів на заміну
- в графі «Голи»: 1) у дужках вказана кількість голів з пенальті, 2) у дужках наведена від'ємна кількість пропущених м'ячів (для воротарів)

### Бомбардири
В таблицю включені гравці, які забили як мінімум один гол в офіційних матчах сезону
| №      | Гравець            | Прем'єр-ліга | Кубок України | Ліга Чемпіонів | Суперкубок України | Всього |
| ------ | ------------------ | ------------ | ------------- | -------------- | ------------------ | ------ |
| 1      | Андрій Ярмоленко   | 14           | 3             | 1              | 0                  | 18     |
| 2      | Жуніор Мораес      | 10           | 2             | 1              | 0                  | 13     |
| 3      | Денис Гармаш       | 9            | 1             | 1              | 0                  | 11     |
| 4      | Артем Бєсєдін      | 9            | 0             | 1              | 0                  | 10     |
| 5      | Дерліс Гонсалес    | 2            | 2             | 1              | 0                  | 5      |
| 5      | Сергій Сидорчук    | 4            | 0             | 1              | 0                  | 5      |
| 5      | Віктор Циганков    | 3            | 1             | 1              | 0                  | 5      |
| 8      | Домагой Віда       | 3            | 0             | 0              | 1                  | 4      |
| 8      | Микола Морозюк     | 4            | 0             | 0              | 0                  | 4      |
| 10     | Віталій Буяльський | 1            | 0             | 1              | 0                  | 2      |
| 11     | Віторіну Антунеш   | 1            | 0             | 0              | 0                  | 1      |
| 11     | Микита Бурда       | 1            | 0             | 0              | 0                  | 1      |
| 11     | Олег Гусєв         | 1            | 0             | 0              | 0                  | 1      |
| 11     | Євгеній Макаренко  | 1            | 0             | 0              | 0                  | 1      |
| 11     | Павло Оріховський  | 1            | 0             | 0              | 0                  | 1      |
| 11     | Сергій Рибалка     | 1            | 0             | 0              | 0                  | 1      |
| 11     | Валерій Федорчук   | 1            | 0             | 0              | 0                  | 1      |
| 11     | Євген Хачеріді     | 1            | 0             | 0              | 0                  | 1      |
| 19     | Тамаш Кадар        | 0            | 1             | 0              | 0                  | 1      |
| Всього | Всього             | 63           | 10            | 8              | 1                  | 82     |

## Молодіжна (U-21) команда
Молодіжна команда «Динамо» грає у Молодіжному чемпіонаті України і дозволяє отримати ігрову практику футболістам, які не проходять в основу своєї команди, а також відновлюються після травм, тому на полі одночасно можуть знаходитись не більше 4 футболістів, що старші 1996 року.

### Турнірна таблиця
| М  | Команда               | І  | В  | Н | П  | РМ    | О  |
| -- | --------------------- | -- | -- | - | -- | ----- | -- |
| 1  | «Динамо» U-21         | 22 | 18 | 3 | 1  | 55−15 | 57 |
| 2  | «Шахтар» U-21         | 22 | 15 | 4 | 3  | 49−11 | 49 |
| 3  | «Карпати» U-21        | 22 | 13 | 4 | 5  | 32−23 | 43 |
| 4  | «Олімпік» U-21        | 22 | 10 | 8 | 4  | 37−27 | 38 |
| 5  | «Зоря» U-21           | 22 | 9  | 2 | 11 | 27−30 | 29 |
| 6  | «Чорноморець» U-21    | 22 | 7  | 6 | 9  | 29−26 | 27 |
| 7  | «Ворскла» U-21        | 22 | 7  | 6 | 9  | 19−27 | 27 |
| 8  | ФК «Дніпро» U-21      | 22 | 7  | 4 | 11 | 33−37 | 25 |
| 9  | «Сталь» U-21          | 22 | 5  | 9 | 8  | 29−35 | 24 |
| 10 | ФК «Олександрія» U-21 | 22 | 4  | 8 | 10 | 21−31 | 20 |
| 11 | «Волинь» U-21         | 22 | 5  | 2 | 15 | 23−62 | 17 |
| 12 | «Зірка» U-21          | 22 | 1  | 6 | 15 | 15−45 | 9  |

| М | Команда            | І  | В  | Н | П  | РМ    | О  |
| - | ------------------ | -- | -- | - | -- | ----- | -- |
|   | «Динамо» U-21      | 32 | 26 | 3 | 3  | 76−19 | 81 |
|   | «Шахтар» U-21      | 32 | 24 | 4 | 4  | 74−15 | 76 |
|   | «Карпати» U-21     | 32 | 17 | 6 | 9  | 45−35 | 57 |
| 4 | «Олімпік» U-21     | 32 | 13 | 9 | 10 | 51−55 | 48 |
| 5 | «Зоря» U-21        | 32 | 11 | 3 | 18 | 33−47 | 36 |
| 6 | «Чорноморець» U-21 | 32 | 8  | 8 | 16 | 34−45 | 32 |

| М  | Команда               | І  | В  | Н  | П  | РМ     | О  |
| -- | --------------------- | -- | -- | -- | -- | ------ | -- |
| 7  | «Сталь» U-21          | 32 | 12 | 11 | 9  | 55−51  | 47 |
| 8  | «Ворскла» U-21        | 32 | 11 | 11 | 10 | 41−35  | 44 |
| 9  | ФК «Дніпро» U-21      | 32 | 11 | 8  | 13 | 57−46  | 41 |
| 10 | ФК «Олександрія» U-21 | 32 | 6  | 13 | 13 | 28−42  | 31 |
| 11 | «Волинь» U-21         | 32 | 6  | 3  | 23 | 35−102 | 21 |
| 12 | «Зірка» U-21          | 32 | 3  | 9  | 20 | 24−61  | 18 |

## Юнацька (U-19) команда
Юнацька (U-19) команда «Динамо» грає у Чемпіонат U-19 України і дозволяє ігрову практику футболістам, які випустилися з футбольної школи команди, але ще не мають достатньої практики для виступів у молодіжному чемпіонаті, тому на полі можуть знаходитись лише футболісти від 1997 року і молодше.

### Турнірна таблиця
| М  | Команда               | І  | В  | Н | П  | РМ    | О  |
| -- | --------------------- | -- | -- | - | -- | ----- | -- |
|    | «Динамо» U-19         | 26 | 23 | 1 | 2  | 79−21 | 70 |
|    | ФК «Олександрія» U-19 | 26 | 15 | 6 | 5  | 42−24 | 51 |
|    | «Шахтар» U-19         | 26 | 15 | 5 | 6  | 56−28 | 50 |
| 4  | «Чорноморець» U-19    | 26 | 13 | 7 | 6  | 51−22 | 46 |
| 5  | «Ворскла» U-19        | 26 | 13 | 6 | 7  | 46−37 | 45 |
| 6  | «Олімпік» U-19        | 26 | 12 | 6 | 8  | 40−40 | 42 |
| 7  | «Карпати» U-19        | 26 | 11 | 5 | 10 | 51−42 | 38 |
| 8  | «Зоря» U-19           | 26 | 8  | 9 | 9  | 40−46 | 33 |
| 9  | «Волинь» U-19         | 26 | 8  | 4 | 14 | 35−51 | 28 |
| 10 | «Скала» U-19          | 26 | 7  | 6 | 13 | 33−51 | 27 |
| 11 | «Арсенал-Київ» U-19   | 26 | 7  | 4 | 15 | 31−45 | 25 |
| 12 | «Сталь» U-19          | 26 | 6  | 7 | 13 | 28−52 | 25 |
| 13 | ФК «Дніпро» U-19      | 26 | 7  | 1 | 18 | 32−54 | 22 |
| 14 | «Зірка» U-19          | 26 | 2  | 3 | 21 | 14−65 | 9  |

## Досягнення сезону
- Команда «Динамо» Київ — переможець () змагань «Суперкубок України з футболу 2016»[18].

## 100 матчів
Список гравців київського «Динамо», які провели в чемпіонатах України і СРСР найбільше ігор:
- Олег Блохін — 432
- Олександр Шовковський — 426
- Анатолій Дем'яненко — 347
- Володимир Веремєєв — 310
- Василь Турянчик — 308
- Леонід Буряк — 305
- Володимир Мунтян — 302
- Віктор Серебрянников — 299
- Олег Гусєв — 292
- Вадим Соснихін — 291
- Володимир Безсонов — 277
- Євген Рудаков — 258
- Владислав Ващук — 255
- Олег Лужний — 253
- Андрій Біба — 246
- Йожеф Сабо — 246
- Сергій Балтача — 245
- Федір Медвідь — 243
- Сергій Ребров — 242
- Андрій Баль — 240
- Андрій Несмачний — 228
- Вадим Євтушенко — 225
- Володимир Лозинський — 225
- Валентин Белькевич — 224
- Андрій Ярмоленко — 223
- Віктор Колотов — 218
- Віталій Хмельницький — 217
- Павло Віньковатий — 215[19]
- Анатолій Пузач — 215
- Максим Шацьких — 215
- Сергій Шматоваленко — 213
- Володимир Щегольков — 211
- Володимир Трошкін — 206
- Олег Макаров — 205
- Віктор Чанов — 202
- Стефан Решко — 200

- Віктор Каневський — 195
- Анатолій Коньков — 193
- Віктор Матвієнко — 188
- Олександр Головко — 186
- Василь Рац — 185
- Юрій Дмитрулін — 184
- Абрам Лерман — 182
- Олег Кузнецов — 181
- Артем Мілевський — 178
- Юрій Войнов — 174
- Михайло Фоменко — 173
- Андрій Шевченко — 172
- Андрій Гусін — 170
- Володимир Левченко — 170
- Михайло Коман — 169
- Тіберіу Гіоане — 168
- Віталій Голубєв — 168
- Олег Базилевич — 162
- Павло Яковенко — 161
- Микола Махиня — 160[19]
- Данило Сілва — 154
- Віктор Банніков — 151
- Валерій Лобановський — 144
- Огнєн Вукоєвич — 141
- Анатолій Зубрицький — 141
- Анатолій Бишовець — 139
- Олексій Михайличенко — 137
- Горан Гавранчич — 136
- Олександр Заваров — 136
- Леонід Островський — 135
- Олександр Хапсаліс — 135
- Олександр Хацкевич — 135
- Євген Хачаріді — 133
- Денис Гармаш — 132
- Дмитро Михайленко — 132
- Віталій Косовський — 131
- Георгій Пономарьов — 131
- Флорін Чернат — 130
- Діого Рінкон — 129
- Сергій Журавльов — 127
- Тарас Михалик — 124
- Бадр Ель-Каддурі — 123
- Володимир Онищенко-ІІ — 123
- Ернест Юст — 123
- Ігор Бєланов — 121
- Павло Шкапенко — 121
- Віктор Фомін — 120
- Аїла Юссуф — 120
- Володимир Єрохін — 117
- Сергій Ковалець — 117
- Тиберій Попович — 116
- Сергій Федоров — 114
- Федір Дашков — 111
- Віктор Хлус — 111
- Мілош Нінкович — 109
- Михайло Михалина — 108
- Анатолій Сучков — 108
- Іван Яремчук — 107
- Бетао — 106
- Михайло Михайлов — 101